# 蔡顺

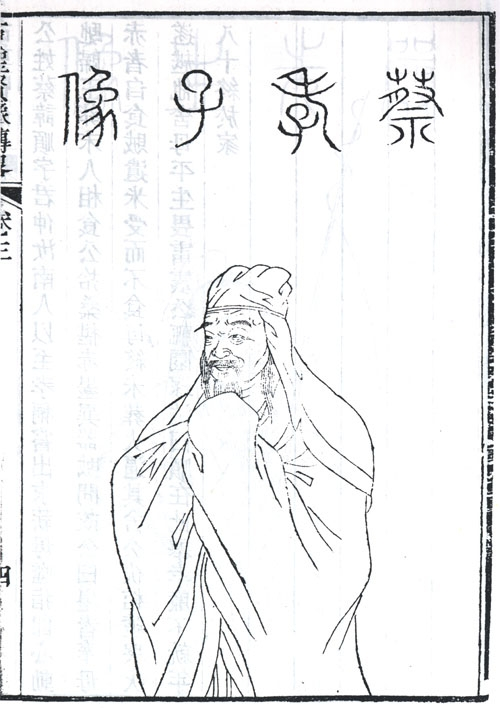
蔡順

蔡顺，汉朝人，为史书《二十四孝》中记载的历史人物，拾椹供亲的主角。

## 拾椹供亲
蔡顺从小失去了父亲，他对待他的母亲非常的孝顺。王莽叛乱的时候，连年饥荒，他便除外采拾桑树上结的果子去奉养母亲。一日，当他出去采果子的时候遇上了赤眉軍，赤眉軍问他为什么采回来的果子要用两个器皿来装。蔡顺回答道：“一个器皿装黑色完全成熟了的桑子，用来奉养母亲；另一个器皿装红色没有完全成熟的桑子，用来自己吃。”赤眉軍听了之后被他的孝道所感动，赠其牛和白米，但蔡顺不肯接受。

## 圖集

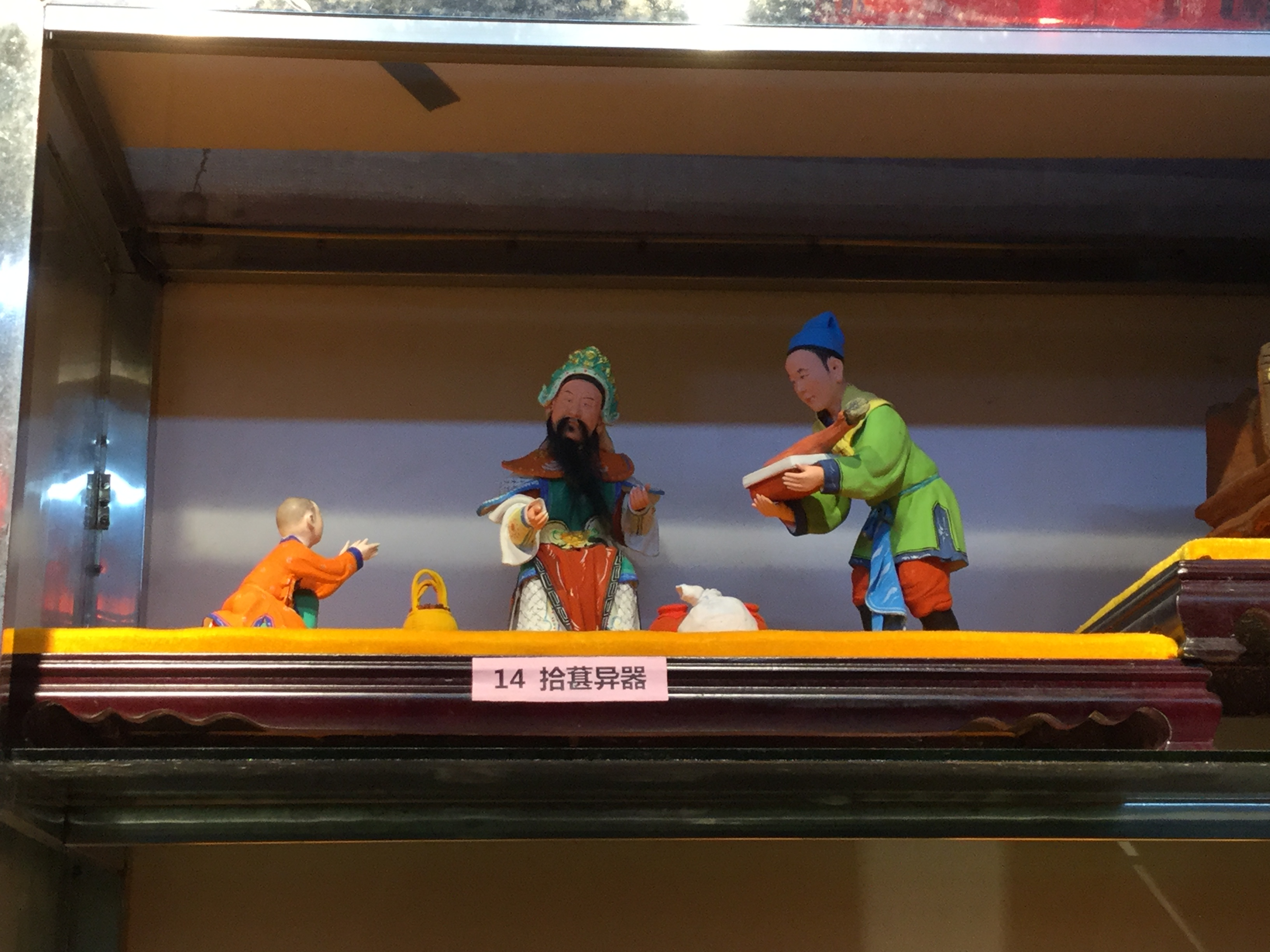
拾椹供親
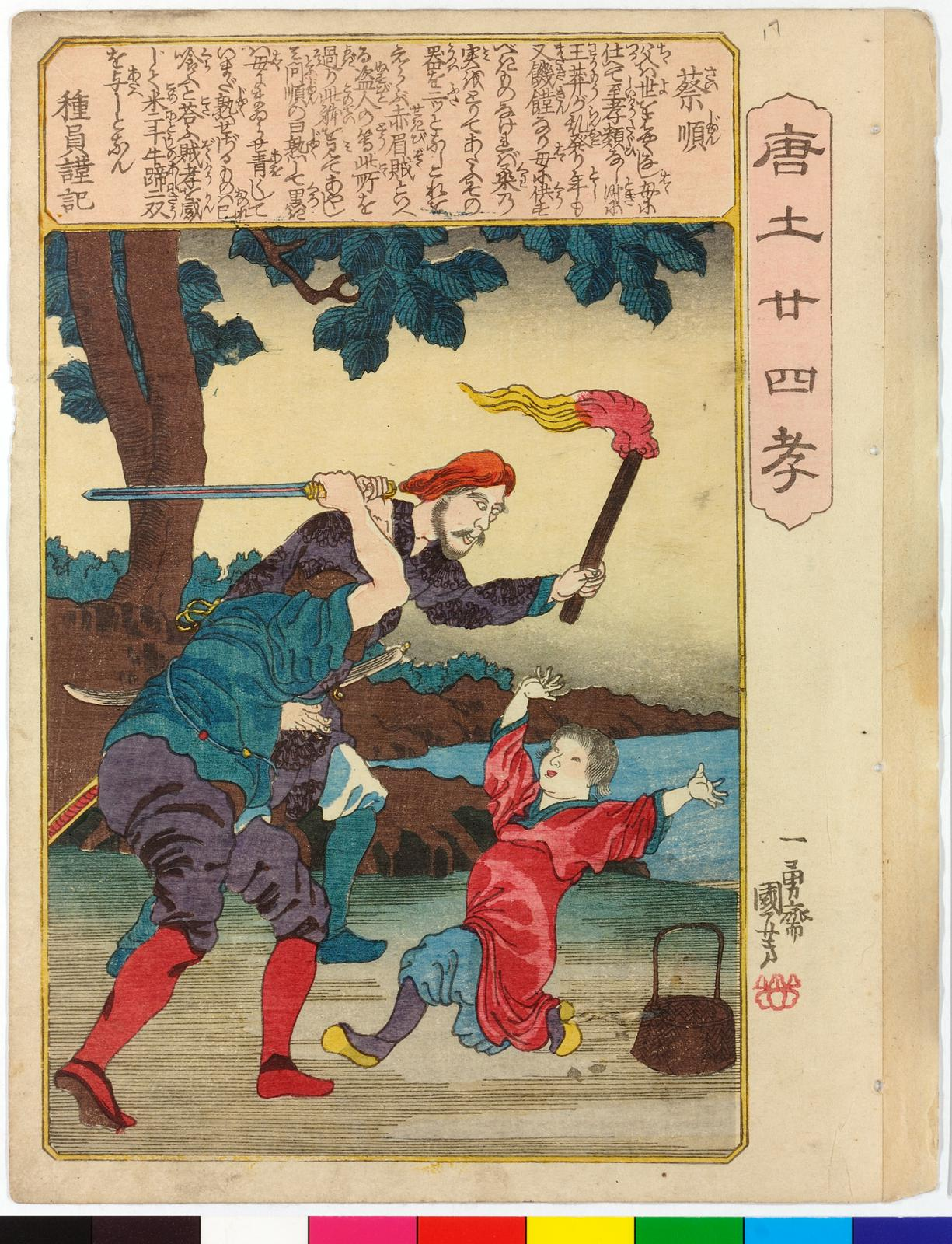
歌川國芳繪製的唐土二十四孝浮世繪